# 申藏镇
申藏乡，是中华人民共和国甘肃省甘南藏族自治州卓尼县下辖的一个乡镇级行政单位。

## 行政区划
申藏乡下辖以下地区：
申藏村、郭大村、冷口村、斜藏村、旦藏村、目地坡村和小沟村。